# Carlos Garcés Fernández
Carlos Arturo Garcés Fernández (Santiago, 9 de junio de 1927- ibidem, 28 de febrero de 2017) fue un ingeniero agrónomo, empresario agrícola y político chileno, militante de la Democracia Cristiana (DC). Se desempeñó como alcalde de la Municipalidad de Sagrada Familia desde 1957 hasta 1961, y posteriormente como diputado de la República por Curicó y Mataquito (1965-1973).

## Biografía
Nació el 9 de junio de 1927 en Santiago. Hijo de Carlos Garcés Guzmán y de Blanca Fernández Beaucheff. Falleció en la misma ciudad el 28 de febrero de 2017.
Estuvo casado con Isabel Margarita Ureta Mackenna, tuvo 5 hijos.
Realizó sus estudios primarios y secundarios en el Colegio San Ignacio. Finalizada su etapa escolar ingresó a la Pontificia Universidad Católica (PUC) para estudiar la carrera de ingeniería agrónoma de la que se tituló con distinción máxima luego de presentar la tesis: Viviendas campesinas y organización agrícola, en 1953. Más adelante, decidió efectuar un posgrado en administración de empresas agrícolas y viticultura y vinificación, en esa misma universidad.

## Trayectoria política
Inició sus actividades políticas al integrarse al Partido Conservador Unido (PCU) en 1957, donde permaneció hasta 1961. Durante su militancia fue elegido alcalde de la comuna de Sagrada Familia, desempeñándose como tal entre 1957 y 1961.
En 1961 se inscribió dentro del Partido Demócrata Cristiano (PDC) donde llegó a ocupar diversos cargos. El año de su ingreso ejerció nuevamente como alcalde, aunque esta vez en representación de la Democracia Cristiana, desempeñándose hasta 1965. En aquel año fue electo diputado por la 11.ª Agrupación Departamental de Curicó y Mataquito, para el periodo 1965-1969. Durante su labor fue presidente de la Comisión Tripartita de Agricultura de su partido (1965-1968). Además, participó de las Comisiones de Agricultura y Colonización, que presidió; de Asistencia Médico-Social e Higiene; de Relaciones Exteriores; y de Hacienda. Perteneció a las Comisiones Especiales de Deportes (1965); Vinícola (1965); del Vino, que presidió; y Especial Investigadora de sucesos ocurridos en el mineral El Salvador, entre 1965 y 1966.
En las elecciones parlamentarias de 1969 fue reelecto diputado por la 11.ª Agrupación Departamental de Curicó y Mataquito, por el periodo 1969-1973. Fue parte de las Comisiones de Agricultura y Colonización; y de Relaciones Exteriores.
Obtuvo su segunda reelección, para el período 1973-1977. Se incorporó a la Comisión de Hacienda. Vio interrumpido su labor legislativa debido al golpe de Estado y la consecuente disolución del Congreso Nacional (D.L.27 de 21-09-1973).
Dentro de su colectividad fue nombrado vicepresidente provincial por Talca durante dos años. Entre 1967 y 1970, ocupó seis directivas y se desempeñó como Tesorero Nacional.
Representante del presidente Eduardo Frei Montalva en la Comisión de Gobierno del Sector Agrícola.